# Gail Brodholt
Gail Brodholt est une artiste anglaise principalement connue pour ses peintures à l'huile et ses linogravures. Elle vit à Beckenham, Kent et travaille à Woolwich, dans le sud-est de Londres.

## Parcours
Gail Brodholt a étudié à l'École des Beaux-arts de l'Université de Kingston,. Elle a été élue membre associée de la Royal Society of Painter-Printmakers en 2006 puis membre complète en 2009, et enfin Honorary Curator en 2013.

## Œuvre
Le travail de Gail Brodholt est lié à Londres et en particulier à ses trains et métros. Elle utilise des couleurs vives et des formes marquées qui caractérisent son travail. Elle a largement exposé dans Londres et à travers le Royaume-Uni. Sa technique a été décrite en détail dans le livre Printmakers' Secrets  et le livre Still Life.
Son travail est également exposé au London Transport Museum,, et a fait partie d'une installation d'art à la gare de Blackfriars en 2009.

## Récompenses
Gail Brodholt a été nommée Printmaker of the year à la Printfest 2018.